# Sylvestre Ilunga
Pour les articles homonymes, voir Ilunga.
Sylvestre Ilunga Ilunkamba, né le 28 mars 1947 (Katanga, Congo belge), est un homme d'État congolais, Premier ministre de la république démocratique du Congo du 7 septembre 2019 au 28 janvier 2021.
Secrétaire d’État, ministre et conseiller à la présidence durant les mandats de Mobutu Sese Seko et de Joseph Kabila, il est directeur général de la Société nationale des chemins de fer du Congo de 2014 à 2019. Le 20 mai 2019, il est nommé Premier ministre par le nouveau président Félix Tshisekedi, à la suite de négociations avec Joseph Kabila, le président précédent.

## Biographie
Sylvestre Ilunga est né le 28 mars 1947 à Dino, dans la province du Katanga. Il vient de la tribu des Lubas. Il obtient son certificat d’Ecole Primaire à l’Ecole Primaire Saint Michel de Kabalo en 1960. Six ans après il décroche son Diplôme d’humanités gréco-latines au Collège Saint-Grégoire le Grand de la Karavia à Lubumbashi.

### Vie académique
Après un doctorat en économie obtenu en 1979 à l'université de Kinshasa (à l'époque appelée « Lovanium »), il y enseigne dans la faculté d'économie. Maître à l’Institut de Développement Economique et de la Planification (IDEP), Dakar, Sénégal en 1973. Il commence à devenir actif dans le monde politique dès le début des années 70. Dans les années 80 et dans les années 90, en plus de ses cours à l'université, il commence à occuper des postes au gouvernement.

### Afrique du Sud
Lorsque le régime de Mobutu commence à battre de l'aile, il s'exile en Afrique du Sud. C'est dans ce pays qu'il fonde une entreprise minière, en 1993. Après dix ans en Afrique du Sud, il rentre en république démocratique du Congo.

### Carrière politique
Durant les présidences de Mobutu Sese Seko et de Joseph Kabila, il est neuf fois nommé secrétaire d’État, trois fois ministre, notamment des Finances en 1991, ainsi que six fois conseiller à la présidence de Joseph Kabila.
En mars 2014, il est nommé directeur général de la Société nationale des chemins de fer du Congo, SNCC.

### Premier ministre
Le 20 mai 2019, à l'âge de 72 ans, Sylvestre Ilunga Ilunkamba est nommé Premier ministre par le président Félix Tshisekedi, à la suite de négociations avec le président sortant, Joseph Kabila,,. Le 14 août 2019, une première mouture du gouvernement est rejetée par le président de la République à cause du non-respect de la parité.
Dans la nuit du 26 août 2019, Sylvestre Ilunga dévoile l'équipe de 65 membres qui compose son gouvernement. Peu paritaire, malgré les exigences de la loi, le gouvernement est composé d'une femme ministre des Affaires étrangères Marie Tumba Nzeza, membre de l'UDPS, parti qui empoche également le ministère de l'Intérieur, tandis que le portefeuille de la Justice revient au FCC de Kabila.
Son gouvernement prend ses fonctions le 6 septembre.
Le premier ministre Sylvestre Ilunga Ilunkamba est l'objet d'une motion de censure signée par 301 députés nationaux et deposée à l'assemblée nationale le 22 janvier 2021. Il est reproché à lui ainsi qu'à son gouvernement d'avoir échoué dans la mise en œuvre du programme de gourvenement pour lequel ils ont été investis. Le 27 janvier 2021, sur convocation du bureau d'âge de l'assemblée nationale, les députés ont voté à une majorité écrasante en faveur de la motion de censure. Sur les 382 députés présents à l’ouverture de la séance, 367 se sont prononcés en faveur de la chute du Premier ministre et de son gouvernement, 7 députés ont voté contre, 2 se sont abstenus et 1 bulletin nul.